# Мокрушина
Мокру́шина (рос. Мокрушина) — присілок у складі Голишмановського міського округу Тюменської області, Росія.
Населення — 64 особи (2010, 77 у 2002).
Національний склад станом на 2002 рік:
- росіяни — 96 %